# Pharaoh
A Pharaoh egy 1999-ben kiadott városépítő videójáték, melyben az ókori Egyiptomban kell településeket felépíteni, fejleszteni és irányítani. Az izometrikus axonometriát alkalmazó játék alkotója az Impressions Games, kiadója a Sierra Entertainment, Windows alapú számítógépekre fejlesztették ki.
A program 1999. október 31-én jelent meg, a következő évben a BreakAway Games kiegészítette a Cleopatra: Queen of the Nile című csomaggal.
A játékot (akárcsak elődeit, a Caesart és Caesar II-t) a kétezertízes évekre ingyenesen letölthetővé tette a Games Nostalgia nevű abandonware-játékokat letöltésre gyűjtő oldal, mind Windows alapú PC, mind MacIntosh felhasználók számára, habár a játék freeware státuszúvá tételéről az egykor megszűnt, de 2010-től újjáalakult gyártó/forgalmazó, a Sierra Entertainment nem rendelkezett. Az abandonware verzióhoz elvileg nem szükséges sem a régi operációs rendszerek (Windows 95, 98, XP) valós vagy virtuális futtatása, sem pedig a játék-CD (ami nélkül a játék eredeti, legális verziója nem futott), bár mind a Windows 10, mind a Pharaoh ehhez való alkalmassá tétele, eléggé új technológiák, így számos felhasználó jelzett gondokat a telepítéssel vagy futtatással.

## Menete

### Játékmódok
A Pharaoh kétféle játékmódot ismer: a küldetéssor (campaign) módban számos küldetést kell végrehajtani egymás után: mindegyik egy-egy, bizonyos elérendő jellemzőkkel rendelkező település építését jelenti; míg a gyakorló módnak tekinthető felhasználói módban (custom scenario, freebuild) szabadon lehet építkezni külön erre a célra alkotott térképeken, gyakran előre meghatározott cél és győzelmi kondíciók nélkül (azaz időben nem korlátozottan). A Pharaoh-hoz az ún. Enhancement Pack-ok (a fejlesztők által a játék megjelenése után kiadott javító- és bővítőcsomagok) részeként, küldetésszerkesztő is készült, tehát egyénileg alkotott térképek, városok és küldetések is létrehozhatóak.

### A campaign
A Pharaoh küldetéssorra (campaign) öt korszakra tagolódik (predinasztikus periódus, archaikus periódus, valamint az ó-, közép - és újbirodalom (Old Kingdom, Middle Kingdom, New Kingdom); mindegyik három-hat küldetést (pályát, várost) tartalmaz, a későbbi küldetéssorok elágaznak: időnként választhatunk két  irányítandó város között. A küldetéssorban egy kormányzói dinasztia szerepébe kell a játékosnak beleilleszkednie, az egyre nehezebb küldetések és bonyolultabb városok kormányzásával egyre nagyobb tekintélyt és komolyabb címeket (felügyelő, kormányzó, főminiszter [vizier] stb.) kaphat magának, illetve családjának a játékos. A nagyobb cím több joggal és lehetőséggel jár az építkezés során.
A város megfelelő alapszolgáltatásainak kiépítése (vízellátás, élelem- és pénztermelés, karbantartó infrastruktúra, ipar) mellett (után) a szórakoztatás, oktatás, vallás működtetése, illetve az export és import kereskedelem beindítása és a műemléképítés (masztabák, piramisok, szobrok) is a feladatok közé tartozik. A városok fejlettségével együtt egyre nagyobb szükség lehet katonaságra, tornyok, várfalak építésére. Az egyes küldetéssorok egyre nehezebbek: kezdetben csak alapszolgáltatásokat és néhány házat kell építeni, a későbbi küldetéssorokban egyre időigényesebb emlékműveket és egyre több pénzt igénylő célokat kell teljesíteni, miközben más városok és a fáraó, valamint egyre több istenség követeléseit is teljesíteni kell.
A városok építése akkor tekinthető teljesnek, ha öt kategóriában megfelelő szint elérése megtörténik: népességszám (population), kulturális szint (culture rating), a fáraónak és a szomszéd kormányzóknak a játékos iránti elégedettségét jelző mérőszáma (kingdom rating), a felépítendő emlékművek mérőszáma (monument rating) és a város jólétét (pénzügyek, egészségügy) reprezentáló mérőszám (prosperity rating). A szinteket mérő számok (ratings) elérése  a küldetés teljesítését, vagyis a győzelmet jelenti, ezután a játékos választhat, hogy átlép a következő városra, vagy tovább kormányozza azt kettő vagy öt évig.
A küldetések fokozatosan válnak egyre bonyolultabbá és nehezebbé, az új lehetőségek belépésekor a játék felbukkanó súgóüzenetekkel ad eligazítást. Így a Pharaoh küldetéssora egyben a játék (végig tartó) tutorialja is egyben.

### Játékmenet, részletesebben

#### Térkép és erőforrások
A városok, nagy vonalakban, a következőképp működnek. A térképeken erőforrások helyezkednek el előre meghatározottan - pl. füves terület, folyó, nádas, árterület, sakáltanya, sivatag, strucc-territórium. A város építésekor már eleve figyelni kell ezek elhelyezkedésére, mert, egyrészt, nem minden épület építhető akárhová (pl. közkutakat - water supply - csak füves területre és víztől bizonyos, nem túl nagy távolságra lehet építeni, a mocsaras árterületekre vagy a sivatag közepébe nem, agyagbányák is csak víz mellett létesíthetőek, farmok többnyire csak az árterületeken stb.); másrészt ha egy épület túl messze van akár az erőforrásaitól (pl. egy kereskedelmi kikötő a kereskedés tárgyát képező cikkek raktárhelyétől vagy egy vadászcéh a struccok legelőjétől), akár az általa nyújtott szolgáltatás célhelyétől (pl. egy aranybánya a raktárként, városkincstárként szolgáló városkormányzóságtól - village palace) akkor nem fog elegendő hatékonysággal működni.
A legtöbbször van a térképen egy alap útvonal (kingdom road, azaz királyi v. birodalmi út). Ezt nem szabad törölni vagy átalakítani, mert a helyére épített épületek, illetve ezek után a város összes épülete, egy bizonyos idő után menthetetlenül összeomlanak. Először utakat és házakat lehet építeni, ezekbe hamarosan beköltöznek a munkás kezeket adó bevándorlók. Minden városnegyednek, néhány küldetés kivételével, legalább közvetetten kapcsolódnia kell épített úttal a királyi úthoz, különben a működése akadozhat (pl. a bevándorlók nem tudnak betelepülni).

#### Lakosság, lakóházak
Kezdetben a beköltözött lakók alkotják a népességet, később a lakosok beköltözés nélkül is szaporodnak, bár ez utóbbi sokkal lassabb és a feltételekre érzékenyebb folyamat. A népesség száma (és minősége, vagyoni osztályok szerint) kulcsfontosságú a játékban - nem véletlenül szerepel sok küldetésben a győzelmi feltételek között egy adott számú népesség elérése. A munkásoknak ugyanis fizetést kell adni (ha ezt keveslik, elköltöznek a városból), ugyanakkor adót lehet szedni tőlük. Minden küldetés teljesítéséhez egy bizonyos számú pénzösszeget (deben) kap a fáraótól a játékos. Ezt gyarapítani ildomos, mert az épületek építése és fenntartása is pénzbe kerülhet. Ha elfogy a deben, az előbb-utóbb a játék végét (a küldetés elvesztését) is jelentheti.
Ha egy város nem működik jól, valamelyik kulcsellátás akadozik vagy romlanak a feltételek (ez sok mindentől lehet a vadállatok vagy ellenséges seregek támadásától egészen a zajos vagy bűzös munkáknak (bányászat, magtárak és zeneiskolák, téglagyárak működése) a lakóterületekhez való túlságos közelségéig), a lakók ki is költözhetnek és a bennük lakó emberek vagyoni helyzete romolhat. A jól működő negyedekben viszont a házak elkezdenek lassan fejlődni és szépülni, ahogy a lakók egyre inkább kiadjusztálják ezeket: a szerény kis kunyhókból házak, majd paloták lesznek. Ez több lakost, több munkaerőt és adót jelent (de költségesebb fenntartást is).

#### Tanácsadók
Nem elég, hogy a lakosság minden igényét ki kell elégíteni, ráadásul a Pharaohban sok minden sok mindennel összefügg, egy város tervezéséhez nem elegendő lineárisan és hierarchikusan gondolkodni. Például ha élelmiszerhiánytól szenved néhány ház, ami kellemetlen 4-5%-os munkaerőhiányt okoz, ezt okozhatja nemcsak a nem kielégítendő élelmiszertermelés, hanem pl. a bazárnak nevezett élelmiszerelosztó szolgáltatóhelyek rossz (túl távoli) elhelyezkedése vagy a negyedben lévő túl sok lakóház is (ilyenkor a bazár által eladott termények annyira szétoszlanak a lakóházak között, hogy az csak pár ház számára lesz kielégítő). Az utóbbi esetben a játékos törölhet néhány lakóházat, esetenként 60-70 lakossal, ami azt okozhatja, hogy egy másik negyed számára eltűnnek a teljesen alapvető és fontos vízszolgáltatást nyújtó munkások és a negyed népessége teljesen összeomolhat, ami viszont az egész városra kiterjedő válságos, 50-80%-os munkaerőhiányt eredményezhet. Tapasztalatlan játékos számára komoly kihívást jelenthet egy adott probléma forrásainak pontos felderítése is egy ilyen nem-lineáris gazdasági rendszerben, és a legadekvátabb, a várost legkevésbé kaotikus pályára állító megoldás kiválasztása. Ebben nagyon hathatós segítséget nyújtanak a városi tanácsadók. Minden nagyobb ágazat működtetéséhez (munkaerőelosztás, birodalmi kapcsolatok és kereskedelem, pénzügyek, hadászat, vallás, szórakoztatás, egészségügy, emlékműépítés) kapcsolódik egy előhívható, állandóan rendelkezésre álló tanácsadó, aki felsorolja az ágazat fontosabb problémáit. Illetve van a játékban egy grafikus jellegű szolgáltatás is: különböző nézetekre (vízellátás, szórakoztatás, tűzveszély, járványveszély, problémák) lehet szűkíteni a térképet, amelyek kiemelik az adott nézet számára fontos épületeket és az azokban fellelhető problémákat, illetve stilizálják a város adott probléma szempontjából lényegtelen ágazatait adó épületeit.

#### Szolgáltatások és ágazatok
Az épületek részben lakóházak, részben pedig bizonyos szolgáltatásokat nyújtanak (pl. épületkarbantartás, nyersanyagtermelés, orvosi ellátás a lakosságnak, termények és javak raktározása, a városi kincstár üzemeltetése, haderő elszállásolása stb.). A szolgáltató épületek rendszeres időközönként járkáló, járőröző munkásokat (walkers), szakembereket küldenek ki (tűzoltók, rendőrök, bazári beszerző és házaló kofák), akik végigsétálnak az utakon, és az épületek mellett elhaladva ellátják azokat (meghatározott idő múlva vissza kell térniük a bázisukra, tehát csak egy bizonyos mennyiségű szolgáltatást nyújthatnak). Az útelágazásokat is igyekeznek sorra végigvenni és bejárni, de amíg egy negyeddel foglalkoznak, addig egy másiknak nem tudnak szolgáltatást nyújtani. Ezért az úthálózat szerkezete (a minél kevesebb útelágazás), valamint az egymástól függő épületek távolságának és mennyiségének szabályzása nagyon fontos tényező a Pharaoh-ban. Más járőrfélék (pl. a raktárházak beszerzői) céltudatosabbak, és meghatározott parancsokat teljesítenek (pl. 100 egység papirusz átvitele a papiruszgyárból a raktárba vagy egy kereskedőhajóra), de az általuk végzett munka mennyisége is meghatározott.
Érdekesség, hogy a játékban minden járőr és munkás egyedi egyiptomi nevet kap egy küldetés során, valamint kattintásra hasznos tanácsokat is ad. Pl. egy tűzoltó elmondhatja, hogy túl sokat dolgozik és nincs szórakozási lehetősége (ha annyira kevés a városban a mutatványos bódé és zeneiskola, hogy az érzékelhetően lefelé viszi a culture rating-et), egy bazári kofaasszony pedig megemlítheti, hogy az ellátmányát úgy elkapkodták, mint a cukrot (My supplies are sold like hot cakes!) - ha abból az ellátmányból, pl. halból vagy sörből tartósan 0 a mennyiség a bazárban, mivel egyáltalán nincs belőle elegendő termelés, vagy van ugyan észrevehetően termelt mennyiség, de túl sokfelé oszlik el és ezért azonnal kiürül a bazárból.

#### Győzelem, vereség
A küldetések úgy nyerhetőek meg, ha teljesíti a játékos az előre megadott győzelmi feltételeket. Ezek tipikusan: bizonyos mennyiségű és minőségű lakóház ill. lakosság kialakulása, bizonyos mennyiségű termény megtermelése és elraktározása, bizonyos emlékművek (egy-két masztaba vagy piramis) felépítése (ezeket meglehetősen nagy kihívás megépíteni és sokáig is tart), illetve bizonyos kulcsstatisztikák, rangok, értékszámok (ratings) elérése. Ez utóbbiak a játék előrehaladása során egyre fontosabbá válnak. Pl. vannak olyan küldetések, melynek során adót kell fizetni a fáraónak pénzben és terményekben is, és ha ez meghatározott idő alatt nem sikerül, ami a megfelelő értékszámot (kingdom rating) 50-ről 0-ra viszi le, akkor a fáraó (legyőzhetetlen) seregei megjelennek és elpusztítják a várost, így a küldetés vereséggel ér véget. A ratingek a következők: kulturális, fejlettségi, emlékmű és birodalmi értékszámok (culture, prosperity, monument and kingdom rating). A kulturális értékszám a város luxusszolgáltatásainak (egészségügyi, szórakoztatási és oktatásügyi helyzet) az egész lakosság számára való elérhetőségét méri, a fejlettségi értékszám a lakóházak és bennük lakók vagyoni osztályainak előrehaladását, valamint a városkincstárak gyarapodásának ütemét, az emlékmű-értékszám a felépítendő egy-két emlékmű befejezettségét (ez az egyetlen mérőszám, ami nem tud romlani), a birodalmi értékszám pedig, hogy a játékost mint vezetőt mennyire veszi komolyan a többi birodalmi nagykutya, élükön a fáraóval. Ez utóbbi értékszámon a következők javíthatnak: 1). ha a játékos haderőivel felszabadít egy ellenség által ostromlott kereskedővárost, miáltal új kereskedelmi út nyitható meg; 2) ha a játékos önkéntes pénz- vagy terményajándékot küld a fáraónak (ennek gyűjtésére egy külön épület, a personal mansion szolgál); 3) ha a játékos küldetéstől függő, bizonyos időközönként követelt pénz- vagy terményadót küld a fáraónak. A 3) lehetőség nagyon fontos, mert ha a játékos a követeléseket nem teljesíti, az leviszi a birodalmi értékszámot 0-ra, és ezt elérve elveszti a küldetést.
A küldetések a következőképp veszthetőek el: 1). a már említett birodalmi értékszám lenullázódása 2). a városkincstár tartós mínuszba kerülése (ez általában -5000 debennél jelent küldetésvesztést, de ez küldetéstől is függhet) gazdasági okok miatt 3). ha egy ellenséges hadsereg vagy természeti csapás úgy elpusztítja a várost, hogy azt a tartalékokból már nem lehet a kincstár mínuszba kerülése nélkül újjáépíteni (itt megjegyezzük, hogy sok küldetés egyáltalán nem tartalmaz katonai elemeket, sok viszont igen).

## Fogadtatás
A játékot értékelő weboldalak 100-ból 75-91 közötti pontszámokat adtak rá.

### Kritikák, ismertetők
- Reid, Lorna: Revisiting Pharaoh, the Complex City-builder that Rewards Meticulous Planning. PC Gamer online.
- Nyerges Tibor („Mortimer”): Pharaoh (SuperGamez.hu / SG.hu ) (magyarul)

### Adatbázisok
- Pharaoh / Mobygames.com (angolul)